# Oceanitidae

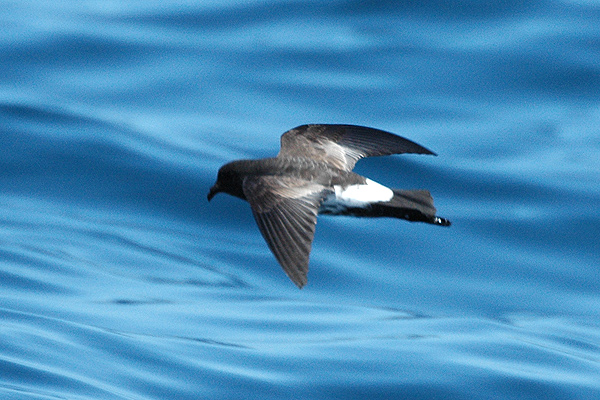
Новозеландская качурка находится под критической угрозой и считалась вымершей

Oceanitidae (лат.) — семейство морских птиц из отряда буревестникообразных. Ранее считалось подсемейством Oceanitinae в семействе качурковых (Hydrobatidae).
Человеческая деятельность угрожает нескольким видам семейства.

## Описание
Это мельчайшие из всех морских птиц. Длина тела 15—26 см. Onley and Scofield (2007) считают, что значительная часть опубликованной информации и фотографий внешнего вида представителей семейства неверна.

## Биология
Почти все виды семейства добывают пищу в открытых водах, за исключением качурки Эллиота, которая кормится в прибрежных водах у Галапагосских островов. Все представители семейства могут хорошо плавать, часто наблюдаются большие скопления птиц на поверхности воды, но они не питаются при плавании на поверхности воды. Питание происходит «на крыле», т.е. птицы парят низко над поверхностью воды и выхватывают добычу с поверхности. Наблюдается также «бегание» по поверхности. Изредка совершают непродолжительные погружения в воду. Состав рациона известен недостаточно, но считается, что представители семейства предпочитают в первую очередь планктонных ракообразных.

## Классификация
Международный союз орнитологов включает в семейство 5 родов и 10 видов птиц:
- Род Oceanites Keyserling & J. H. Blasius, 1840 — Вильсоновы качурки
  - Oceanites oceanicus (Kuhl, 1820) — Качурка Вильсона
  - Oceanites gracilis (D. G. Elliot, 1859) — Качурка Эллиота
  - Oceanites pincoyae P. Harrison et al., 2013
- Род Garrodia W. A. Forbes, 1881 — Сероспинные качурки
  - Garrodia nereis (Gould, 1841) — Сероспинная качурка
- Род Pelagodroma Reichenbach, 1853 — Белолицые качурки
  - Pelagodroma marina (Latham, 1790) — Белолицая качурка
- Род Fregetta Bonaparte, 1855 — Качурки-фрегетты
  - Fregetta grallaria (Vieillot, 1818) — Белобрюхая качурка
  - Fregetta tropica (Gould, 1844) — Чернобрюхая качурка
  - Fregetta lineata (Peale, 1848)
  - Fregetta maoriana (Mathews, 1932) — Новозеландская качурка
- Род Nesofregetta Mathews, 1912 — Белогорлые качурки
  - Nesofregetta fuliginosa (J. F. Gmelin, 1789) — Белогорлая качурка